# Estación de ferrocarril de Vladikavkaz
La Estación de ferrocarril de Vladikavkaz (en idioma ruso: Вокзал Владикавказа, «Vokzal Vladikavkaza»; en idioma osetio: Дзæуджыхъæу, «Dzudzhikhikhu»), es una estación de ferrocarril de la región de Mineralovodsk del ferrocarril del Cáucaso Norte, ubicada en la ciudad de Vladikavkaz, la capital de la Osetia del Norte en Rusia. La estación es la terminal en la línea desde la estación de cruce de Beslán-Vladikavkaz.

## Historia
Desde el verano boreal de 1875 existe un ferrocarril entre Vladikavkaz y Moscú.
El primer ladrillo en la construcción de la estación de Vladikavkaz se colocó en 1875. En la primera mitad de los años 1960 se renovó la estación de ferrocarril y el territorio adyacente. En la segunda mitad de los años 2000, la estación fue renovada y equipada con nuevos equipos.
En el siglo XXI, en el edificio de la estación de trenes para pasajeros hay salas de espera de varios niveles de confort, salas de equipaje para almacenar tanto maletas de mano como equipaje voluminoso, paneles informativos para el movimiento de trenes cercanos, letreros de referencia especial con información sobre la disponibilidad de asientos en trenes, salas de estar prolongadas, habitación especial para madre e hijo, centro de servicio y cafetería.

## Trenes
A partir de marzo de 2016, los siguientes trenes de cercanías pasan por la estación:
| Suburbano      | Suburbano                     | Suburbano      | Suburbano                     |
| Número de tren | Ruta                          | Número de tren | Ruta                          |
| -------------- | ----------------------------- | -------------- | ----------------------------- |
| 6439/6407      | Vladikavkaz — Mineralnye Vody | 6408/6440      | Mineralnye Vody — Vladikavkaz |

A partir de julio de 2016, los siguientes trenes de larga distancia pasan por la estación:
| Servicio de trenes durante todo el año | Servicio de trenes durante todo el año | Servicio de trenes durante todo el año | Servicio de trenes durante todo el año |
| Númer de tren                          | Ruta                                   | Número de tren                         | Ruta                                   |
| -------------------------------------- | -------------------------------------- | -------------------------------------- | -------------------------------------- |
| 33 «Osetia»                            | Vladikavkaz — Moscú                    | 34 «Осетия»                            | Moscú — Vladikavkaz                    |
| 121                                    | Vladikavkaz — San Petersburgo          | 122                                    | San Petersburgo — Vladikavkaz          |
| 677                                    | Vladikavkaz — Novorosíisk              | 678                                    | Novorosíisk — Vladikavkaz              |
| 679                                    | Vladikavkaz — Ádler                    | 680                                    | Ádler — Vladikavkaz                    |

| Rotación estacional de trenes | Rotación estacional de trenes | Rotación estacional de trenes | Rotación estacional de trenes |
| Número de tren                | Ruta                          | Número de tren                | Ruta                          |
| ----------------------------- | ----------------------------- | ----------------------------- | ----------------------------- |
| 607                           | Vladikavkaz — Anapa           | 608                           | Anapa — Vladikavkaz           |